# Craig Hodges
Craig Anthony Hodges (Park Forest, Illinois, SAD, 27. lipnja 1960.) je bivši američki košarkaš.
Studirao je na sveučilište California state iz Long Beacha, za čiju je momčad igrao. San Diego Clippersi su ga na draftu 1982. izabrali u 3. krugu. Bio je 48. po redu izabrani igrač na cijelom draftu.

## Vanjske pvoeznice
- NBA.com